# Jacques Higelin
Jacques Joseph Victor Higelin, más conocido Jacques Higelin (Brou-sur-Chantereine, 18 de octubre de 1940-París, 6 de abril de 2018), fue un cantautor francés.

## Biografía
Sus primeras influencias musicales fueron la interpretación de piano de su padre de cantantes populares como Maurice Chevalier y Charles Trenet, y el jazz de posguerra. Ya en su juventud Higelin apareció cantando en el cine —como un entretenimiento de descanso—, en competiciones de debutantes en la radio y en musicales. Henri Crolla le enseñó la guitarra, e Higelin aprendió piano y clarinete. A principios de la década de 1960, tomó clases en la escuela privada de teatro Cours Simon.
Durante su servicio militar, estuvo destinado en 1961 en la RFA y Argelia y conoció al músico Areski Belkacem. De regreso en París, Higelin pronto regresó al cine y al teatro, comenzando con apariciones en el café théâtre. A finales de 1964 apareció con el actor Rufus y Brigitte Fontaine en el espectáculo Mélancaustique. Con ambos, escribió y jugó la obra Maman j'ai peur ou Est-ce que les veaux font des manières? (1967). Con Brigitte Fontaine, lanzó dos álbumes con chansons de Boris Vian (1965, 1968). En 1969 grabó con Areski Belkacem en un primer álbum de sus propias canciones. Durante este tiempo, Higelin también interpretó con Areski y Fontaine la pieza «Niok» en el Petit Théâtre de Lucerna.
En 1971 lanzó su primer álbum en solitario Jacques «Crabouif» Higelin, una mezcla de chanson experimental, blues e influencias árabes. Con BBH 75, recurrió más al rock y al funk. Influenciado por los álbumes de swing, jazz y boogie lanzó los álbumes Champagne pour tout le monde... y ... Caviar pour les autres (1979), relanzado como disco doble bajo el título de Champagne et Caviar.
Para celebrar el éxito electoral de François Mitterrand (1981) Higelin dio un concierto con la banda Téléphone en la plaza de la República en París. Su espectáculo Jacques, Joseph, Victor dort (1981), que consistía en elementos de teatro y concierto, se representó en el Cirque d'Hiver y en la Fête de la Musique en París. En 1984, con la Orquesta Filarmónica de Israel grabó un cuento musical de Prokófiev: «Pedro y el lobo» [«Pierre et le loup - Le carnaval des animaux»]. Su álbum Tombé du ciel (1988) vendió más de trescientas mil copias y ganó el Gran Premio del Disco de la Canción Francesa de la Academia Charles-Cros. En 2005 lanzó un álbum con dieciocho canciones de Charles Trenet.
En noviembre de 2007, Higelin recibió el Premio Tenco, premio instituido como homenaje a Luigi Tenco y reconocimiento a la carrera de artistas que han hecho una aportación significativa a la canción de autor mundial.

## Discografía

### Álbumes

#### Álbumes de estudio
- 1971 – Jacques "Crabouif" Higelin
- 1976 – Irradié
- 1976 – Alertez les bébés !
- 1978 – Tierra de nadie
- 1979 – el champán vierte tout le monde, y el caviar vierte les autres... (También liberado como álbum doble bajo el Champán de título et Caviar, actualmente la edición estándar)
- 1980- La Bande du Rex
- 1982 – Higelin 82
- 1985 – Aï (álbum doble)
- 1988 – Tombé du ciel
- 1991 – Illicite
- 1994 – Aux héros de la voltige

#### Álbumes de estudio (charting)
| Año  | Álbum                   | Abonado a                           | Posiciones de cumbre | Posiciones de cumbre | Posiciones de cumbre |
| Año  | Álbum                   | Abonado a                           | FRA                  | BELIO (Wa)           | SWI                  |
| ---- | ----------------------- | ----------------------------------- | -------------------- | -------------------- | -------------------- |
| 1974 | BBH 75                  | Benarroch, Boissezon, Higelin (BBH) | 117                  | –                    | –                    |
| 1998 | Paradis païen           | Higelin                             | 7                    | –                    | –                    |
| 2006 | Amor doloroso (español) | Jacques Higelin                     | 7                    | 83                   | 97                   |
| 2010 | Golpe de foudre         | Higelin                             | 2                    | 20                   | 51                   |
| 2013 | Beau repaire            | Higelin                             | 5                    | 49                   | –                    |
| 2016 | Higelin 75              | Higelin                             | 6                    | 36                   | 74                   |

#### Álbumes en directo
- 1981: Higelin à Mogador (álbum triple, 2 CD)
- 1983: Casino de París (1 álbum, 1 CD)
- 1986: Higelin à Bercy (álbum triple, 2 CD)
- 1990: Seguir el Vivo (álbum doble, 1 CD)
- 1992: Higelin Le Rex (álbum doble, 1 CD)

#### Álbumes en directo (charting)
| Año  | Álbum                   | Abonado a       | Posiciones de cumbre | Posiciones de cumbre | Posiciones de cumbre |
| Año  | Álbum                   | Abonado a       | FRA                  | BELIO (Wa)           | SWI                  |
| ---- | ----------------------- | --------------- | -------------------- | -------------------- | -------------------- |
| 2000 | Higelin Vivo 2000       | Jacques Higelin | 60                   | –                    | –                    |
| 2005 | Higelin enchante Trenet | Jacques Higelin | 36                   | 83                   | –                    |
| 2007 | En plein Bataclan       | Jacques Higelin | 151                  | –                    | –                    |
| 2010 | París/Zénith            | Higelin         | 200                  | –                    | –                    |

#### Álbumes conBrigitte Fontaine
- 1966: 12 chansons d'avant le déluge
- 1976: 15 chansons d'avant le déluge, suite et aleta[4]

#### Álbum con Areski Belkacem
- 1969: Higelin et Areski

### Recopilaciones
- 1973: Jacques Canetti présente Jacques Higelin
- 1980: Inédits 1970
- 2005: Entre deux gares

### Sencillos
- 1960: Ç'est l'amour tu ne vois jamais
- 1960: Quand tu n'es plus là
- 1960: Si vous allez danser la lune
- 1960: Regarder twist of blue
- 1965: Jolie femme d'yeux
- 1965: Et pourquoi maintenant?
- 1968: Le Chanteur De Paradis

## Filmografía
- 2004: Colette, une femme libre, dirigido por Nadine Trintignant (televisión miniseries)